# Emma D’Arcy
Emma Zia D’Arcy (Enfield, London, 1992. június 27. –) angol színész.
Leginkább a BBC Wanderlust című drámájában (2018), az Amazon Prime Truth Seekers című sorozatában (2020) és az HBO Sárkányok háza című fantasysorozatában (2022–) játszott szerepeiről ismert – utóbbiban Rhaenyra Targaryen megformálásával elnyerte a kritikusok elismerését és Golden Globe-ra jelölték. Emellett szerepelt a Rendbontók (2020) és az Anyák napja (2021) című drámafilmekben is.

## Fiatalkora
1992. június 27-én született az észak-londoni Enfield kerületben. Hatévesen Titániát játszotta a Szentivánéji álom című iskolai előadásban, ennek köszönhetően ismerkedett meg a színészettel.
Képzőművészetet tanult az oxfordi St. Edmund Hallban a Ruskin School of Artban, ahol 2011-ben diplomázott. Az egyetem alatt D’Arcy a barátaival együtt mellékállásban színházzal is foglalkozott, kezdetben díszlettervezőként, majd színészként és rendezőként.

## Magánélete
D’Arcy nembináris nemi identitású. Az olyan nyelvekben, ahol a személyes névmásoknak nyelvtani neme van – mint például az angolban –, sok nembináris ember, köztük D’Arcy is a nemsemleges névmás használatát preferálja. Angolul ez a leggyakrabban az egyes számú they.

## Imidzse
A brit GQ a Sárkányok házában játszott szerepéért a 2022-es év egyik áttörő szórakoztatóipari személyiségének nevezte őt, és a magazin szerint a Sárkányok háza „sok elismerést köszönhet” D’Arcy munkájának a sorozatban. D’Arcy az IMDb 2022-es év legjobb feltörekvő sztárjainak listáján az első helyen szerepelt. 2022 októberében felkerült egy videó az internetre, amelyen D’Arcy kedvenc koktéljáról (Negroni Sbagliato) beszél egy interjúban, és rendkívül népszerű lett. A klipből mém lett, ami a klasszikus olasz koktélt új népszerűségi szintre emelte. Később neki tulajdonították az ital iránti kereslet növekedését.
2023-ban a The Huffington Post felvette D’Arcyt a feltörekvő sztárok listájára. 2023 áprilisában a Radio Times listáján a 100 legbefolyásosabb televíziós személyiségek között az ötödik helyen szerepelt.

## Filmográfia

### Film
| Év   | Magyar cím  | Eredeti cím         | Szerep      | Megjegyzések             |
| ---- | ----------- | ------------------- | ----------- | ------------------------ |
| 2015 |             | United Strong Alone | Sniper      | rövidfilm                |
| 2019 |             | O Holy Ghost        | Stephanie   | rövidfilm                |
| 2020 | Rendbontók  | Misbehavior         | Hazel       |                          |
| 2021 | Anyák napja | Mothering Sunday    | Emma Hobday |                          |
| 2023 |             | The Talent          | Tommy       | rövidfilm (filmproducer) |

### Televízió
| Év    | Cím                                  | Szerep             | Megjegyzések                                 |
| ----- | ------------------------------------ | ------------------ | -------------------------------------------- |
| 2018  | Wanderlust                           | Naomi Richards     | főszereplő                                   |
| 2019  | Wild Bill                            | Alma               | 1 epizód                                     |
| 2020  | Hanna                                | Sonia Richter      | 2 epizód                                     |
| 2020  | Truth Seekers                        | Astrid             | főszereplő                                   |
| 2022– | Sárkányok háza (House of the Dragon) | Rhaenyra Targaryen | - főszereplő - magyar hangja: - Réti Adrienn |

### Videóklip
| Év   | Előadó              | Cím                             |
| ---- | ------------------- | ------------------------------- |
| 2016 | Artificial Pleasure | "I’ll Make It Worth Your While" |
| 2017 | Little Cub          | "Too Much Love"                 |

## Színház
| Év   | Cím                                         | Szerep            | Megjegyzés               | For.   |
| ---- | ------------------------------------------- | ----------------- | ------------------------ | ------ |
| 2014 | A párnaember                                | Michael           | Oxford Playhouse         | [ 19 ] |
| 2015 | Rómeó és Júlia                              | Rómeó             | Southwark Playhouse      | [ 20 ] |
| 2016 | Clickbait                                   | Kat               | Theatre503               | [ 21 ] |
| 2016 | Callisto: A Queer Epic                      | Tammy Frazier     | Arcola Theatre           | [ 22 ] |
| 2017 | Against                                     | Anna              | Almeida Theatre          | [ 23 ] |
| 2017 | A Girl in School Uniform (Walks into a Bar) | Bell              | West Yorkshire Playhouse | [ 24 ] |
| 2018 | Mrs. Dalloway                               | Lucrezia          | Arcola Theatre           | [ 25 ] |
| 2019 | Salemi boszorkányok                         | Elizabeth Proctor | The Yard Theatre         | [ 26 ] |

## Díjak és jelölések
| Év   | Díj                                     | Kategória                                                | Jelölt mű      | Eredmény     | Ref.   |
| ---- | --------------------------------------- | -------------------------------------------------------- | -------------- | ------------ | ------ |
| 2022 | IMDb STARmeter Awards                   | feltörekvő sztár                                         | Sárkányok háza | Elnyerte     | [ 27 ] |
| 2023 | Golden Globe-díj                        | legjobb női főszereplő (drámasorozat)                    | Sárkányok háza | Jelölve      | [ 28 ] |
| 2023 | Queerty Awards                          | legjobb tévés előadás                                    | Sárkányok háza | Második hely | [ 29 ] |
| 2023 | MTV Movie & TV Awards                   | legjobb feltörekvő színész                               | Sárkányok háza | Jelölve      | [ 30 ] |
| 2023 | Hollywood Critics Association TV Awards | legjobb színésznő (televíziós vagy kábeles drámasorozat) | Sárkányok háza | Jelölve      | [ 31 ] |
| 2024 | Szaturnusz-díj                          | legjobb televíziós színésznő                             | Sárkányok háza | Jelölve      | [ 32 ] |
| 2025 | Szaturnusz-díj                          | legjobb televíziós színésznő                             | Sárkányok háza | Jelölve      |        |
| 2025 | Golden Globe-díj                        | legjobb női főszereplő (drámasorozat)                    | Sárkányok háza | Jelölve      | [ 28 ] |

## Fordítás
Ez a szócikk részben vagy egészben  az   Emma D'Arcy című angol Wikipédia-szócikk fordításán alapul.  Az eredeti cikk szerkesztőit annak laptörténete sorolja fel. Ez a jelzés csupán a megfogalmazás eredetét és a szerzői jogokat jelzi, nem szolgál a cikkben szereplő információk forrásmegjelöléseként.